# Parkinsonia
Parkinsonia L. è un genere di piante appartenente alla famiglia delle Fabacee, nativo delle regioni semi-desertiche dell'Africa e dell'America.

## Tassonomia
Comprende le seguenti specie:
- Parkinsonia aculeata L.
- Parkinsonia africana Sond.
- Parkinsonia anacantha Brenan
- Parkinsonia andicola (Griseb.) Varjão & Mansano
- Parkinsonia × carterae Hawkins
- Parkinsonia florida (Benth. ex A.Gray) S.Watson
- Parkinsonia glauca (Cav.) Varjão & Mansano
- Parkinsonia microphylla Torr.
- Parkinsonia peruviana C.E.Hughes, Daza & Hawkins
- Parkinsonia praecox (Ruiz & Pav.) Hawkins
- Parkinsonia raimondoi Brenan
- Parkinsonia scioana (Chiov.) Brenan
- Parkinsonia × sonorae (Rose & I.M.Johnst.) J.E.Hawkins & Felger
- Parkinsonia texana (A.Gray) S.Watson